# فيكتور ميريليس
فيكتور ميريليس دي ليما، (18 أغسطس 1832 - 22 فبراير 1903)، رسام ومعلم برازيلي اشتهر بأعماله المتعلقة بثقافة أمته وتاريخها. سرعان ما جرى التعرف على موهبته، إذ قُبِل كطالب في الأكاديمية الإمبراطورية للفنون الجميلة. تخصص في نوعٍ من الرسم التاريخي، وبعد فوزه بجائزة الأكاديمية للسفر الخارجي، قضى عدة سنوات يتدرب في أوروبا. هناك رسم أشهر أعماله، بريميرا ميسا نو برازيل. بالعودة إلى البرازيل، أصبح أحد الرسامين المفضلين للإمبراطور بيدرو الثاني، وانضم إلى برنامج رعاية الملك مع اقتراحه تجديد صورة البرازيل من خلال إنشاء رموز مرئية لتاريخها.
أصبح مدرسًا محترمًا في الأكاديمية، وعلّم جيلًا من الرسامين، وواصل عمله الشخصي من خلال أداء لوحات تاريخية مهمة أخرى. في أوج عهده، كان يُعتبر أحد الفنانين الرائدين في العهد الثاني، وغالبًا ما كان يتلقى إشادة كبيرة لإتقانه عمله وإلهامه والجودة العامة لمؤلفاته الضخمة، فضلًا عن شخصيته التي لا تشوبها شائبة وتفانيه لمهنته. حصل على الأوسمة الإمبراطورية وكان أول رسام برازيلي يفوز بالقبول في صالون باريس، لكنه كان أيضًا هدفًا للانتقادات اللاذعة، مما أثار جدلًا قويًا في فترة اشتعلت فيها الخلافات بين الرسامين الأكاديميين والحداثيين الأوائل. مع ظهور الجمهورية في البرازيل، بسبب ارتباطه الشديد بالحكومة الإمبراطورية، نُبذَ، وكانت ظروفه المالية محفوفة بالمخاطر.
تنتمي أعمال ميريليس إلى التقاليد الأكاديمية البرازيلية، التي تشكلت من خلال مجموعة انتقائية من المراجع الكلاسيكية الجديدة والرومانسية والواقعية، لكن الرسام استوعب أيضًا التأثيرات الباروكية والناصرية. بعد فترة من الغموض النسبي، أعاده النقد الأخير إلى وضعه كواحد من رواد الرسم البرازيلي الحديث وأحد الرسامين البرازيليين الرئيسيين في القرن التاسع عشر، بالنسبة للكثيرين، أعظمهم على الإطلاق، كونه مؤلفًا لبعض أشهر الفنون البصرية.

## سيرته الذاتية

### النشأة
في عام 1843، عندما كان عمره بين 10 و11 عامًا، بدأ ميريليس في تلقي تعليمات من الأب يواكيم جوميز دي أوليفيرا إي بايفا، الذي علمه الفرنسية والفلسفة وعمّق معرفته باللاتينية. لُوحظت موهبته المبكرة من قبل عائلته والسلطات المحلية، وفي عام 1845 بدأ يأخذ دروسًا منتظمة مع أستاذ التصميم الهندسي، المهندس الأرجنتيني ماريانو مورينو، الذي كان يحمل دكتوراه في القانون واللاهوت، بالإضافة إلى أنه صحفي، سياسي وسكرتير سابق للمجلس الأول للحكومة لمقاطعات ريو دي لا بلاتا المتحدة، كان له، حسب تيريسينها فرانز، دور مهم في بناء الهوية الأرجنتينية. في الوقت نفسه، أنهى ميريليس دراساته العامة في الكلية اليسوعية، التي أعطته دروسًا في اللاتينية والفرنسية والفلسفة والتاريخ الأولي والجغرافيا والبلاغة والهندسة، ومن المحتمل أنه كان على اتصال بفنانين مسافرين قاموا بتوثيق الطبيعة.
شاهد بعض رسوماته وقدّرها جيرونيمو كويلو، مستشار إمبراطورية البرازيل، الذي عرضها على مدير الأكاديمية الإمبراطورية للفنون الجميلة آنذاك، فيليكس إميل توناي. قبل المدير على الفور ميريليس، الذي كان يبلغ من العمر أربعة عشر عامًا فقط، كطالب في المؤسسة. بالانتقال إلى ريو دي جانيرو في عام 1847، بدأ ميريليس في حضور دورة الرسم، حيث مُوّلت النفقات الأولية من قبل مجموعة من الرعاة وكونه كان طالبًا لمانويل يواكيم دي ميلو كورتي ريال، وجواكيم إيناسيو دا كوستا ميراندا، وخوسيه كورييا دي ليما، الذين درسوا مع الكلاسيكي ديبريت. في العام التالي فاز بميدالية ذهبية وبعد ذلك بقليل عاد إلى مسقط رأسه لزيارة والديه. يعود تاريخ أول أعماله المعروفة إلى هذه الفترة. في عام 1849 عاد إلى ريو دي جانيرو، حيث درس في الأكاديمية، من بين أمور أخرى، تخصص في الرسم التاريخي، وهو النوع الذي حقق فيه أعظم نجاحاته. يُقال إن ميريليس كان طالبًا متفوقًا في جميع المواد. عام 1852 حصل على جائزة السفر إلى أوروبا عن طريق رسمه لوحة القديس يوحنا المعمدان في السجن.

### الدراسات في أوروبا
في يونيو 1853، في سن ال 21، ذهب ميريليس إلى لوهافر، فرنسا. مر لفترة وجيزة على باريس ثم استقر في روما، وجهته الأصلية. هناك التقى بطالبين آخرين من الأكاديمية، وهما أغستينو دا موتا وجين ليون باليري، اللذان عرّفان ميريليس على البيئة الفنية للمدينة ووجهه ذلك إلى دراسة الماجستير الذي يجب أن يبحث عنه. في البداية التحق بصف توماسو ميناردي، الذي، على الرغم من شهرته، اتبع أسلوبًا شديد التقشف، حيث ظل الطلاب خاضعين بشكل مفرط للمبادئ، دون أن تتاح لهم الفرصة لتطوير أفكارهم الخاصة. ثم ترك الفصل والتحق بصف نيكولا كونسوني. كان كونسوني صارمًا أيضًا، لكن ميريليس استفاد جيدًا من جلسات النماذج الحية، وهي ضرورية لصقل الرسم التشريحي، وهو عنصر أساسي في نوع الرسم التاريخي، وهو الأكثر شهرة في النظام الأكاديمي. في الوقت نفسه، كان يمارس الرسم بالألوان المائية وتواصل مع مجموعة واسعة من رسامي الفن القديم في العاصمة الإيطالية. في المرحلة الثانية، انتقل إلى فلورنسا، للتعرف على المتاحف المحلية وتأثر بشدة بفن فيرونيز. بالإضافة إلى شخصيات بارزة أخرى، مثل تيتان وتينتوريتو ولورينزو لوتو. وفقًا لما تطلبه الأكاديمية، أرسل بانتظام أعماله إلى البرازيل كدليل على تقدمه. كان أداؤه جيدًا لدرجة أن الحكومة البرازيلية قررت تجديد منحته الدراسية لمدة ثلاث سنوات أخرى في عام 1856، بالإضافة إلى إرسال قائمة بالدراسات المحددة الجديدة التي يجب أن يكملها.
وهكذا، في عام 1856 ذهب إلى ميلان وبعد فترة وجيزة إلى باريس. لقد حاول، بناءً على توصية من أراوجو بورتو أليغري، مدير الأكاديمية في ذلك الوقت ومعلمه الرئيسي، أن يُقبَل كطالب في بول ديلاروش، لكن المعلم توفي فجأة، لذلك كان عليه البحث عن اتجاه آخر، ليجد في ليون كونغنيت، رسامًا رومانسيًا شهيرًا بنفس القدر، وعضوًا في مدرسة الفنون الجميلة ومرجعًا للأجانب الذين كانوا ذاهبين للدراسة في أوروبا. وفقًا للتقارير، كان روتينه رهبانيًا تقريبًا، حيث كرس نفسه بالكامل للفن، ومرة أخرى اعتبرت دراسته جيدة جدًا بحيث مُدّدت دراسته مرة أخرى لمدة عامين آخرين.

### العودة إلى البرازيل والشهرة
في نفس العام انتهت منحته الدراسية واضطر إلى العودة، وقد كُرّم باعتباره عبقريًا. عرض (بريميرا ميسا نو برازيل)، ومن بين العديد من الأوسمة، حصل من الإمبراطور بيدرو الثاني على وسام الورد الإمبراطوري برتبة فارس. بعد فترة وجيزة، سافر إلى سانتا كاتارينا لزيارة والدته — توفي والده أثناء وجوده في أوروبا. مكث هناك لبعض الوقت وعاد إلى ريو دي جانيرو، حيث عُيّن أستاذًا فخريًا للأكاديمية، ورُقّي بعد فترة وجيزة إلى أستاذ مؤقت.
انتقل ميريليس على الفور إلى منطقة الصراع لجمع الانطباعات عن المناظر الطبيعية والبيئة العسكرية. أقام ورشة عمل على متن سفينة برازيل، الرائدة في الأسطول البرازيلي، وأمضى شهورًا هناك في رسم الرسومات التخطيطية لأعماله. بالعودة إلى ريو دي جانيرو، شغل مكانًا في دير سانتو أنطونيو، والذي حوله إلى استوديو، وعمل بجد، وعزل نفسه عن العالم. نتج عن هذا الجهد اثنين من أهم أعماله: باسيج دي هومايتا وكومبات نافال دي رياتشيلو وكلاهما ذو أبعاد كبيرة. أثناء عمله على هذه اللوحات، تلقى زيارة من العائلة الإمبراطورية، التي كان على اتصال بها، مما أدى إلى رسمه لوحات جديدة لتمثيل البرازيل في معرض دولي أقيم في الولايات المتحدة.